# Tündöklő kolibri
A tündöklő kolibri (Eugenes fulgens) a madarak (Aves) osztályának a sarlósfecske-alakúak (Apodiformes) rendjéhez és a kolibrifélék (Trochilidae) családjához tartozó Eugenes nem egyetlen faja.

## Előfordulása
Az Amerikai Egyesült Államok délnyugati részén, Mexikó, Costa Rica, Guatemala, Honduras, Nicaragua, Salvador és Panama területén honos. A természetes élőhelye szubtrópusi vagy trópusi nedves hegyi erdők.

## Alfajai
- Eugenes fulgens fulgens (Swainson, 1827)
- Eugenes fulgens spectabilis (Lawrence, 1867)

## Megjelenése
Testhossza 13 centiméter. A hím testtömege 10 gramm, a tojóé 8,5 gramm.
|  |

## Életmódja
Nektárral, virágokkal táplálkozik, de fogyaszt apró rovarokat is.

## Szaporodása
Fára készíti csésze alakú fészket. Kotlási idő 15-19 nap, a fiókák kirepülés előtt, még 20-26 napig vannak a fészekben.